# Campeonato Mundial de Tiro en 10 m de 1987
El V Campeonato Mundial de Tiro en 10 m se celebró en Budapest (Hungría) en el año 1987 bajo la organización de la Federación Internacional de Tiro Deportivo (ISSF) y la Federación Húngara de Tiro Deportivo.

## Resultados

### Masculino
| Evento                         | Oro                               | Plata                                   | Bronce                                 |
| ------------------------------ | --------------------------------- | --------------------------------------- | -------------------------------------- |
| Rifle de aire 10 m             | Kirill Ivanov URSS 694,0 pts.     | Matthew Suggs Estados Unidos 693,8 pts. | Harald Stenvaag · Noruega · 693,8 pts. |
| Rifle de aire 10 m (equipos)   | Estados Unidos 1770               | Yugoslavia 1766                         | URSS 1761                              |
| Pistola de aire 10 m           | Zoltán Papanitz · Hungría · 683,3 | Aleksandr Meléntiev URSS 683,2          | Liubcho Diakov Bulgaria 681,9          |
| Pistola de aire 10 m (equipos) | URSS 1742                         | RDA 1735                                | Bulgaria 1735                          |
| Blanco móvil 10 m              | Luboš Račanský Checoslovaquia 385 | Alexandr Zajarchenkov URSS 378          | Kenneth Skoglund · Noruega · 377       |
| Blanco móvil 10 m (equipos)    | Checoslovaquia 1131               | URSS 1118                               | Estados Unidos 1113                    |

### Femenino
| Evento                         | Oro                                | Plata                                   | Bronce                        |
| ------------------------------ | ---------------------------------- | --------------------------------------- | ----------------------------- |
| Rifle de aire 10 m             | Vesela Lecheva Bulgaria 499,1 pts. | Irene Dufaux-Suter · Suiza · 496,4 pts. | Birgit Zeiske RFA 494,4 pts.  |
| Rifle de aire 10 m (equipos)   | Bulgaria 1177                      | RFA 1169                                | URSS 1163                     |
| Pistola de aire 10 m           | Jasna Brajković Yugoslavia 489,0   | Svetlana Smirnova URSS 481,5            | Anne Goffin · Bélgica · 481,4 |
| Pistola de aire 10 m (equipos) | URSS 1141                          | Polonia · 1132                          | RFA 1129                      |

## Medallero
| Núm. | País           | Oro | Plata | Bronce | Total |
| ---- | -------------- | --- | ----- | ------ | ----- |
| 1    | URSS           | 3   | 4     | 2      | 9     |
| 2    | Bulgaria       | 2   | 0     | 2      | 4     |
| 3    | Checoslovaquia | 2   | 0     | 0      | 2     |
| 4    | Estados Unidos | 1   | 1     | 1      | 3     |
| 5    | Yugoslavia     | 1   | 1     | 0      | 2     |
| 6    | Hungría        | 1   | 0     | 0      | 1     |
| 7    | RFA            | 0   | 1     | 2      | 3     |
| 8    | RDA            | 0   | 1     | 0      | 1     |
|      | Polonia        | 0   | 1     | 0      | 1     |
|      | Suiza          | 0   | 1     | 0      | 1     |
| 11   | Noruega        | 0   | 0     | 2      | 2     |
| 12   | Bélgica        | 0   | 0     | 1      | 1     |
|      | TOTAL          | 10  | 10    | 10     | 30    |